# Elovița, Montana
Elovița (în bulgară Еловица) este un sat în comuna Gheorghi Dameanovo, regiunea Montana,  Bulgaria. 

## Demografie
Componența etnică a satului Elovița
     Romi (25%)
     Bulgari (75%)
     Nicio identificare (0%)
     Altele (0%)
La recensământul din 2011, populația satului Elovița era de 44 locuitori. Din punct de vedere etnic, majoritatea locuitorilor (75,0%) erau bulgari, cu o minoritate de romi (25,0%). Pentru 0,0% din locuitori nu este cunoscută apartenența etnică.